# Světluškovití
Světluškovití (Lampyridae) jsou čeleď brouků obecně známých jako světlušky. V současné době je popsáno asi 2 000 druhů v mírném a tropickém pásmu světa.
V České republice je nejhojněji zastoupeným druhem světluška menší. (též svítilka třpytivá, Lamprohiza splendidula).

## Popis
Dospělí jedinci světlušek patří k broukům, u kterých se výrazným způsobem projevuje pohlavní dimorfismus. Samci světlušek mívají měkké podlouhlé tělo, které pokrývají ochlupené krovky, hlava je schována pod štítkem. Dospělé samičky nemají žádné krovky, takže se podobají larvám. Hlava samičky je ukryta pod štítkem stejně jako u samečka, od samečků je však zásadně odlišuje fakt, že samičky nemají vůbec žádné krovky. U některých druhů mohou být dospělé samičky rozlišeny od larvy pouze podle složeného oka. Ze známých druhů světlušek je jich nejvíce aktivních v noci (nocturnalita), jsou však i druhy (diurnální) aktivní ve dne i v noci. Většina diurnálních druhů nesvětélkuje, ačkoliv některé druhy zdržující se ve stinném prostředí mohou produkovat světelnou energii.

## Bioluminiscence
Světélkování způsobuje luciferin, který za přítomnosti luciferázy oxiduje na oxyluciferin za vzniku světla.
U dospělců slouží světélkování k hledání partnera, samice jsou jednak schopny podle charakteru světla rozlišit správný druh, jednak mohou v rámci druhu upřednostňovat určitý typ světla nebo záblesků (upřednostňovány jsou přitom záblesky s vyšší frekvencí). Světélkování může také hrát roli při lákání potravy.
Larvám slouží světélkování pravděpodobně jako aposematické zbarvení, upozorňující predátory na to, že světlušky obsahují nechutné lucibufaginy.

## Fotogalerie

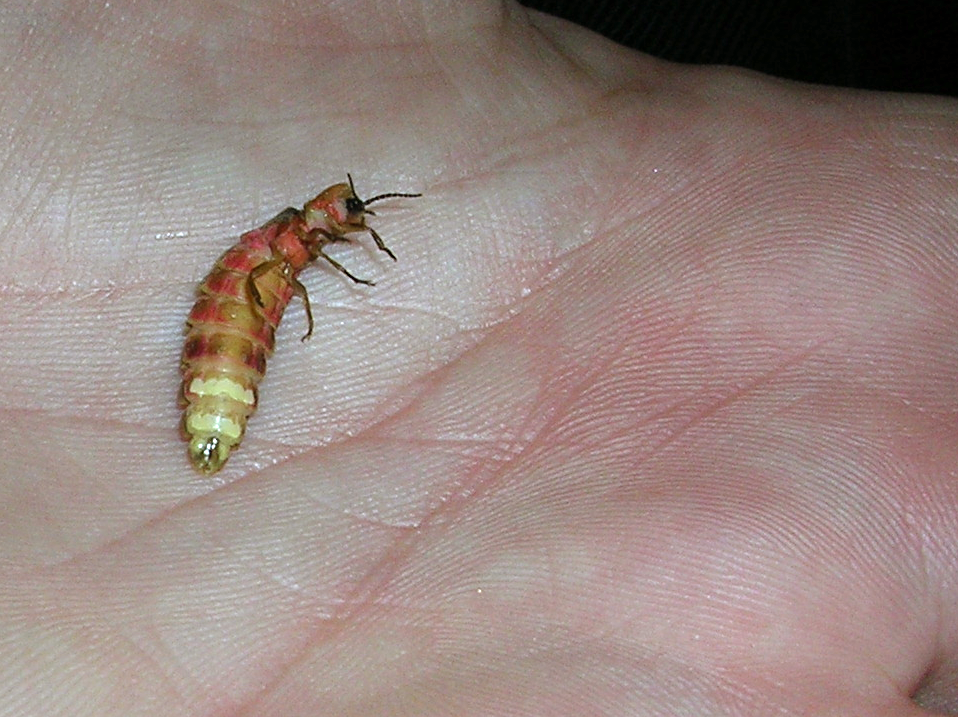
Samička světlušky se světélkujícím orgánem na abdomenu